# 达伦·莫宁斯塔
达伦·莫宁斯塔（英語：Darren Morningstar，1969年4月22日—），美国NBA联盟职业篮球运动员。他在1992年的NBA选秀中第2轮第47顺位被波士顿凯尔特人选中。